# Filipijnse wielewaal
De Filipijnse wielewaal  (Oriolus steerii) is een zangvogel uit de familie Oriolidae (wielewalen en vijgvogels). Deze vogel is genoemd naar de Amerikaanse ornitholoog Joseph Beal Steere.

## Verspreiding
De Filipijnse wielewaal komt alleen voor in de Filipijnen en telt vijf ondersoorten:
- O. s. assimilis - Cebu.
- O. s. basilanicus - Basilan en westelijk Mindanao.
- O. s. cinereogenys - de Sulu-eilanden.
- O. s. samarensis - Samar, Leyte, Bohol en oostelijk Mindanao.
- O. s. steerii - Masbate en Negros.

## Status
De grootte van de populatie is niet gekwantificeerd maar de soort wordt omschreven als algemeen. Op de Rode lijst van de IUCN heeft deze soort de status niet bedreigd.